# Corvus corone
La corneja negra (Corvus corone) es una especie de ave paseriforme de la familia Corvidae. Se la confunde a veces con el cuervo grande (Corvus corax), aunque éste es de mayor tamaño y de poblaciones menos numerosas. La corneja negra posee una cabeza ancha y aplanada, un cuerpo negro brillante y un plumaje muy denso.
En el siglo XVIII, Georges-Louis Leclerc de Buffon la describió de la siguiente manera: 

«Aunque este cuervo difiere en muchos aspectos del cuervo común, especialmente en tamaño y algunos de sus hábitos naturales, debe admitirse que, por otro lado, tiene bastante en común con él, tanto en conformación y color como en instinto, para justificar el nombre de "Corbin", que se usa en varios lugares, y que adopto por la razón de su uso ».

Donde el término "corbin", en francés antiguo se usaba también para nombrar al cuervo grande (Corvus corax).
Si bien puede hibridar con la corneja cenicienta (Corvus cornix) produciendo descendencia fértil, estudios realizados en 2003 han llevado a considerarlas como especies diferentes, debido a la notable diferencia de color en el plumaje así como a la escasa viabilidad genética de los híbridos.

## Taxonomía
La corneja negra fue una de las muchas especies descritas originalmente por Carl Linnaeus en su histórica 10.ª edición de Systema Naturae de 1758, y que todavía conserva su nombre original de Corvus corone tomado del griego κορώνη, korōnē, "cuervo".

## Características
El plumaje de la corneja negra es negro con un brillo verde o púrpura, mucho más verde que el del grajo (Corvus frugilegus) y con el pico, las patas y los pies también negros. 
Se distingue del cuervo común por su tamaño de unos 48-52 centímetros (19-20 pulgadas) de longitud, en comparación con el promedio de 63 centímetros (25 pulgadas) de los cuervos comunes y tiene una envergadura de 84-100 centímetros (33-39 pulgadas) y pesa entre 400 y 600 gramos (14 oz - 1 lb 5 oz).
Las cornejas negras jóvenes se identifican por su plumaje parduzco y sus ojos azules, que se oscurecen a negro y marrón a medida que envejecen.

## Comportamiento
Su voz es fuerte, áspera, con fondo metálico.
Su nido, que construye en árboles o arbustos, está compuesto de palos y es más liviano que el de la graja. Pone de cuatro a seis huevos de color verduzco con motas en una nidada, de marzo a julio.
Se alimenta de invertebrados, huevos y granos del suelo; con frecuencia se agrupa en bandadas en prados con estiércol o en campos recién cosechados.

## Galería

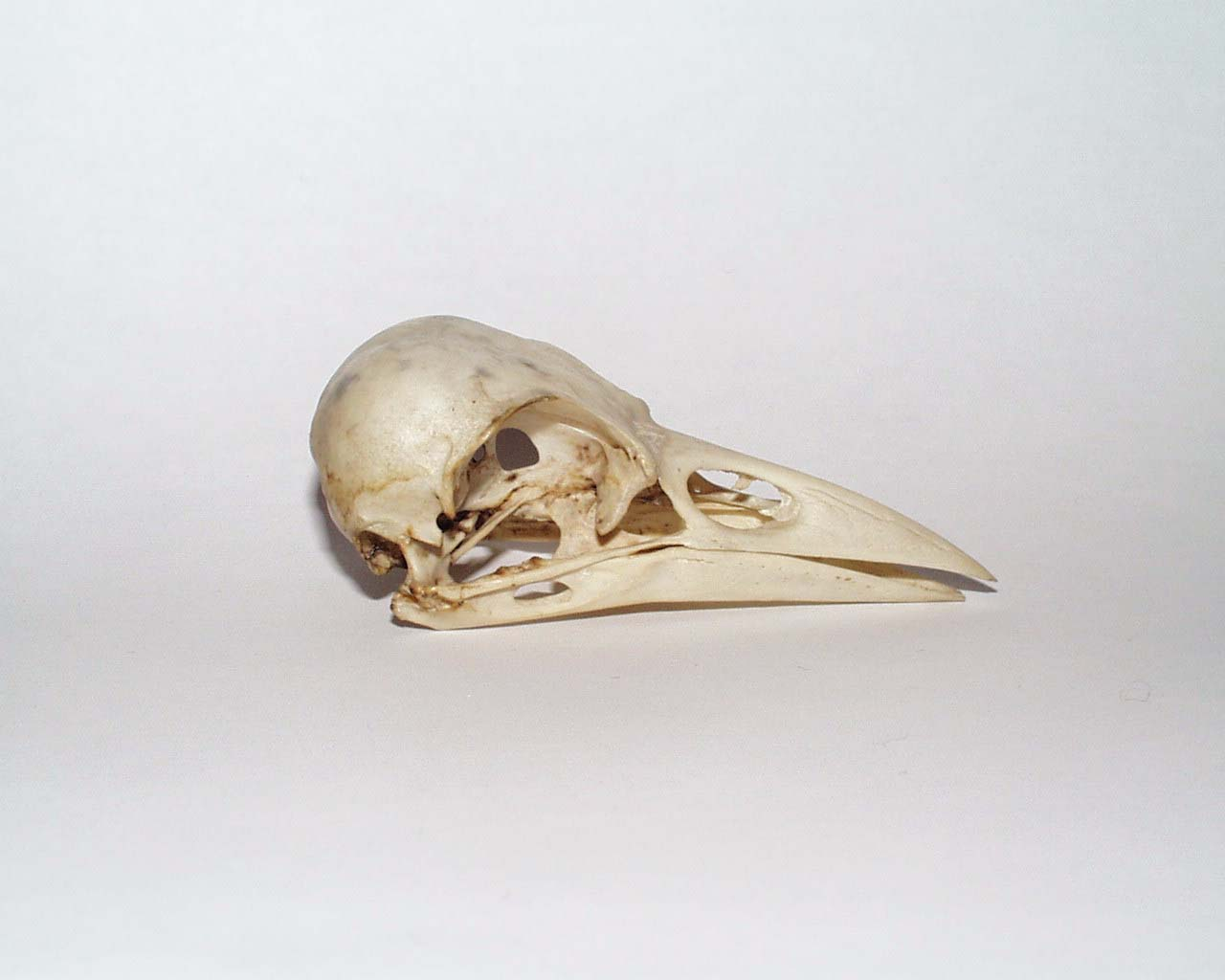
Cráneo de C. corone
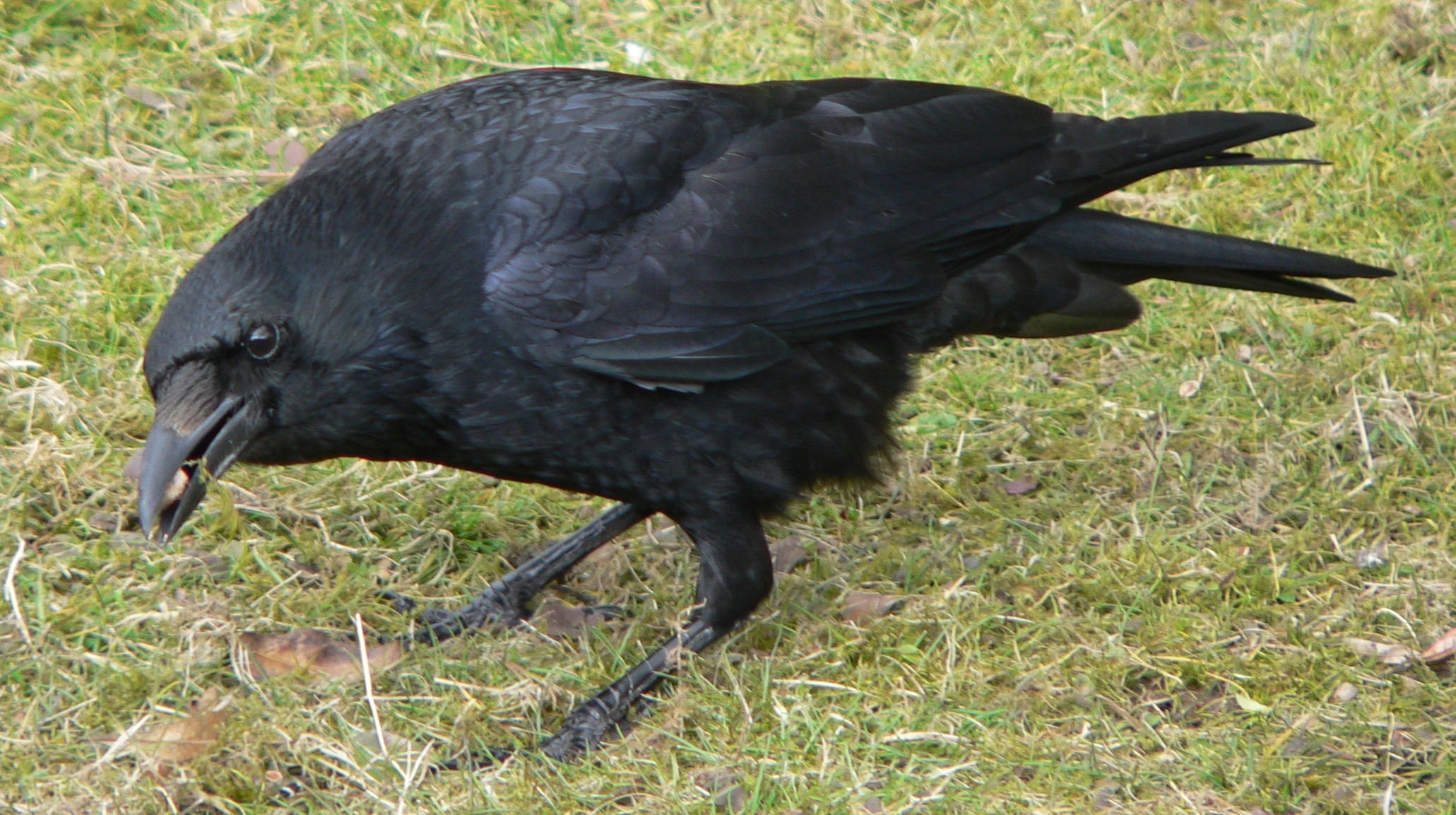
C. corone
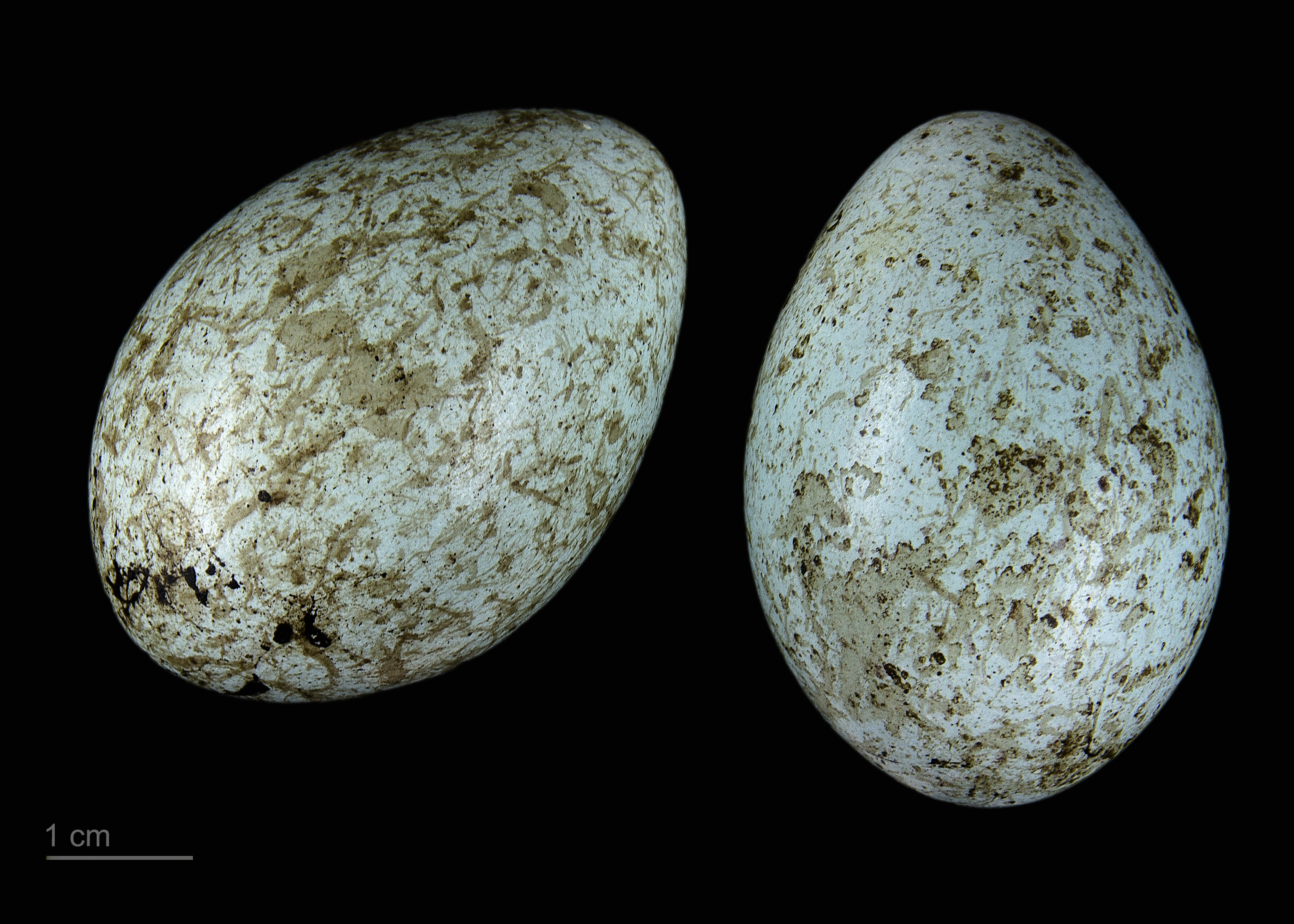
Corvus corone corone - MHNT